# Золотоношка (Україна)
Золотоно́шка— село в Україні, у Золотоніському районі Черкаської області, підпорядковане Драбівській селищній громаді. Населення — 462 особи (на 2023 рік).

## Географія
Село розташоване на річці Золотоношка за 10 км від центру громади — смт Драбів та за 21 км від залізничної станції Драбове-Барятинське.

## Історія
Золотоношка відома з XVII століття. Наукового свідчення походження назви села немає.
Існує кілька легенд про село:
- перша вказує на зв'язок назви населеного пункту з назвою річки. Кажуть, що річка в давні часи була судноплавною. Одного разу нею рухалася каравела, навантажена золотом, дорогоцінним камінням, хутрами. Та сталося так, що один із кораблів затонув. З тих пір і почали називати річку Золотоношкою. Згодом на її берегах з'явилося перше поселення з однойменною назвою;
- друга легенда свідчить, що перша хата з'явилася на лівому березі річки близько 1611–1612 років. Мальовнича природа, високородючі ґрунти сприяли розселенню на берегах річки незаможних козаків, серед яких був козак на прізвисько Золот;
- третя легенда розповідає, що сухопутним шляхом возили данину, як тоді говорилося «носили золото» у місце збору на Лівобережній Україні — місто Золотоношу. Вислів «носити золото» і дав назву поселенню

Селище є на мапі 1826-1840 років,
Село постраждало внаслідок геноциду українського народу, проведеного окупаційним урядом СССР 1923—1933 та 1946–1947 роках.
1922 року тут створено комуну «Труд — Молот», у роки суцільної колективізації її реорганізовано в колгосп.
Під час радянсько-німецької війни на фронтах воювали 253 жителі села, з них 53 нагороджені орденами й медалями. На честь 161 військового, які полягли в боях з нацистськими силами на боці СРСР, споруджено пам'ятник та обеліск Слави.
Станом на 1972 рік в селі мешкало 1 265 осіб, була розміщена центральна садиба колгоспу ім. Горького, який мав в користуванні 2,1 тисяч га землі, у тому числі орної 2 тисячі га. Напрям господарства був зерновий.
На той час в селі правали середня школа, де навчалось 323 учня, клуб на 200 місць, 2 бібліотеки з фондом 14 тисяч примірників, медичний пункт, ощадна каса, відділення зв'язку, 3 магазини.

## Населення

### Мова
Розподіл населення за рідною мовою за даними перепису 2001 року:
| Мова       | Кількість | Відсоток |
| ---------- | --------- | -------- |
| українська | 744       | 99.07%   |
| російська  | 7         | 0.93%    |
| Усього     | 751       | 100%     |

## Відомі люди
- Лисенко Іван Іванович — заслужений майстер народної творчості України.
- Сірий Валентин Павлович — український графік, Заслужений художник України.